# MTV Mariendorf
Der Männer-Turn-Verein Mariendorf 1889 e. V. ist ein deutscher Sportverein mit Sitz im Berliner Ortsteils Mariendorf innerhalb des Bezirks Tempelhof-Schöneberg.

## Abteilungen

### Volleyball
Spätestens ab der Saison 1976/77 spielte die erste Männer-Mannschaft in der 2. Bundesliga Nord. In den folgenden Spielzeiten schloss das Team oft auf einem der hinteren oder mittleren Tabellenplätze ab, konnte jedoch stets die Klasse halten. Nach der Saison 1980/81 verschwand die Mannschaft schließlich dann aber wieder aus der Liga, dies war jedoch keinem Abstieg geschuldet, sondern der Tatsache, dass das komplette Team zum Post SV-Berlin überging. In der Saison 1993/94 spielte erneut eine Mariendorfer Männer-Mannschaft in der 2. Bundesliga Nord.
Mittlerweile gibt es zwar wieder eigene Mannschaften, diese spielen jedoch nur noch unterklassig auf regionaler Ebene.